# Olympia Centre
El Olympia Centre es un rascacielos situado en Chicago, Illinois, Estados Unidos, construido en 1986 que posee una altura de 221 metros y 63 pisos. 
Es un edificio de uso mixto compuesto de oficinas en la parte inferior del edificio y de apartamentos en la parte superior. Fue diseñado por la firma de Skidmore, Owings and Merrill. El exterior es de granito sueco, importado desde Italia.
La construcción comenzó en 1981 y finalizó en 1986. El rascacielos está dividido en tres zonas: una de ventas al por menor ocupada por Neiman Marcus, una para oficinas comerciales y otra para apartamentos privados desde el piso 24 hasta el 63.